# Comitatul Door, Wisconsin
Comitatul Door este cel mai estic comitat din statul american Wisconsin . La recensământul din 2010, populația era de 27.785. 
Sediul său de comitat este Sturgeon Bay, ceea ce îl face una dintre cele trei comitate din Wisconsin de pe lacul Michigan, care nu are un sediu de comitat cu același nume.  În schimb, este numit după strțmtoarea dintre Peninsula Door și Insula Washington. Pasajul periculos, cunoscut sub numele de Ușa Morții, conține naufragii și a fost cunoscut de nativii americani și de exploratorii francezi timpurii. 
Comitatul a fost creat în anul 1851 și organizat în 1861.
Comitatul Door este o destinație de vacanță populară în Midvestul de Sus.

## Istorie

### Nativii americani și francezi

#### Legenda ”Ușa Morții”
Numele comitatului Door vine de la Porte des Morts (”Ușa Morții”), pasajul dintre vârful Peninsulei Door și Insula Washington.  Numele ”Ușa Morții” vine de la poveștile native americane, auzite de exploratorii francezi timpurii și publicate într-o versiune extem de bine înfrumusețată de Hijalmar Holand, care descria un raid eșuat efectuat de tribul Ho-Chunk (Winnebago) pentru a captura Insula Washington de la tribul rival Pottawatomi la începutul anilor 1600. Acesta a început sa fie asociat cu naufragiile din cadrul pasajului.

### Așezare și dezvoltare

#### Așezare din secolul al XIX-lea

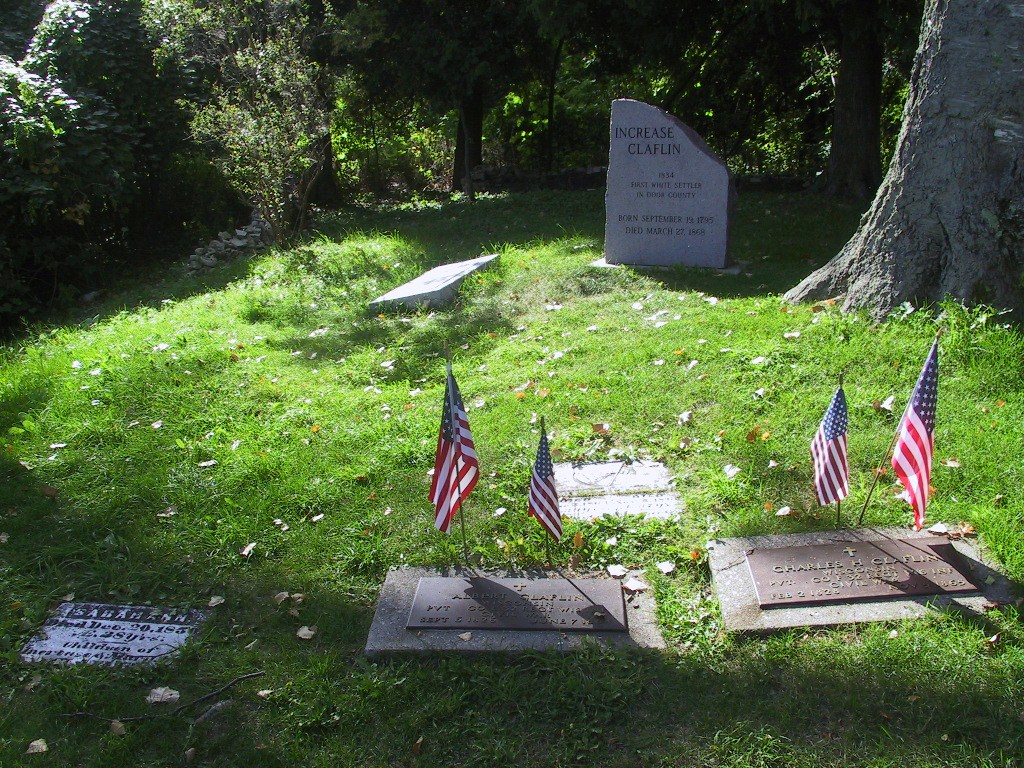
Mormintele lui Increase Claflin și a familiei lui.

Secolele al XIX-lea și al XX-lea au suferit imigrația și așezarea pionierilor, marinarilor, pescarilor, tăietorilor de lemne și fermierilor. Primul colonist alb a fost Increase Claflin.  În anul 1851, comitatul Door a fost separat de ceea ce fusese comitatul Brown.  În anul 1853, Moravii au fondat Ephraim ca o comunitate religioasă după ce Nils Otto Tank a rezistat încercărilor de reformă a proprietății funciare la vechea colonie religioasă de lângă Green Bay.  O comunitate afro-americană și o congregație care se închinau la West Harbor de pe insula Washington a fost descrisă în 1854.  Tot în 1854 s-a deschis primul oficiu poștal din comitat, pe insula Washington.  În 1855, patru irlandezi au rămas în urmă din greșeală de barca lor cu aburi, care mergea spre așezarea a ceea ce este acum Forestville.  În secolul al XIX-lea, o imigrație destul de numeroasă a valonilor belgieni a populat o mică regiune din partea de sud a comitatului,  incluzând zona desemnată ca District Istoric Namur . Ei au construit mici capele votive la marginea drumului, dintre care unele încă sunt folosite astăzi  și au adus alte tradiții din Europa, cum ar fi festivalul recoltei de la Kermiss. 
Odată cu adoptarea Homestead Act of 1862 (Legii Gospodăriei din 1862), oamenii puteau cumpăra 80 de acri de teren pentru 18 dolari, cu condiția ca aceștia să locuiască pe teren, să-l îmbunătățească și să cultive cinci ani. Acest lucru a făcut ca așezarea din comitatul Door mai accesibilă.
Când în urma incendiului numit Peshtigo din anul 1871 a ars orașul Williamsonville, șaizeci de oameni au fost decedat. Zona acestui dezastru este acum Tornado Memorial County Park, numit după un vârtej de incendiu care a izbucnit acolo.    În total, 128 de oameni din comitat au decedat în incendiul din Peshtigo.  În urma incendiului, unii locuitori au decis să folosească cărămida în loc de lemn. 
În anul 1885 sau 1886, ceea ce este acum Stația de Pază de Coastă a fost înființată la Sturgeon Bay.   Stația mică deschisă sezonier de pe insula Washington a fost înființată în anul 1902. 
Pe măsură ce perioada de stabilire și colonizare a continuat, nativii americani trăiau în comitatul Door ca minoritate. Recensământul din anul 1890 a raportat 22 de indieni care locuiau în comitatul  Door. Aceștia se întrețineau singuri, erau supuși impozitării și nu primeau rații.  Până la recensământul din 1910, numărul lor a scăzut la nouă. 
În anul 1894 Ahnapee and Western Railroad (Calea Ferată Ahnapee și Western) au fost extinse până la Sturgeon Bay. În 1969, un tren a plecat la nord de Algoma în comitat pentru ultima dată,  în timp ce trenurile din sud au continuat să circule până în 1986. 

#### Turismul la început
Între anii 1865 și 1870 au fost construite trei stațiuni hoteliere în și lângă Sturgeon Bay împreună cu o altă stațiune în Golful Mic Fish. Una dintre stațiuni constituită în 1870 avea taxa de 7,5 dolari pe săptămână (un pic mai mult de echivalentul a 150 dolari în 2020). Cu toate că în preț erau incluse 3 mese zilnice, se cerea plată în plus pentru închirierea cailor, care era disponibilă atât cu vagonete, cât și cu șoferi. Pe lângă cazarea în hoteluri, turiștii puteau să stea și în case private. Turiștii puteau să viziteze partea de nord a comitatului cu vaporul cu aburi pentru pasageri pe Marile Lacuri, uneori ca o parte din croazieră pe lac acompaniați de muzică și distracții. Ca să parcurgi drumul din Chicago până la Peninsulă, dura trei zile. Aerul care înconjura comunitățile agricole era relativ fără polen de rugină pentru că grânele se maturizau încet în climatul rece și erau recoltate spre sfârșitul anului. Aceasta a prevenit infectarea miriștii în anotimpul târziu cu rugină. Acest lucru a fost mai ales plăcut pentru cei care sufereau de febra fânului în oraș.
Autostrăzile îmbunătățite din piatră zdrobită au facilitat turismul motorizat la începutul anilor 1900.  Până în 1909, cel puțin 1.000 de turiști au vizitat pe an.  În 1938, Jens Jensen a avertizat cu privire la impacturile culturale negative ale turismului . El a scris: „Comitatul Door este ruinat treptat de prostii înnebuniți după bani. Această afacere turistică distruge puținul din cultura care a existat. " 

#### Boosterismul livezii
În anul 1865, prima operațiune comercială de fructe a fost realizată atunci când strugurii erau  cultivați pe una din Strawberry Island (Insulele). Până în 1895, a fost înființată o răsadniță mare de pomi fructiferi, iar horticultura fructelor a fost promovată în mod agresiv. Nu numai fermierii, ci chiar și bărbații „crescuți în oraș” au fost obligați să considere creșterea fructelor ca pe o carieră. Prima dintre multiplele cooperative de comercializare a fructelor a început în anul 1897. Pe lângă livezile administrate de companii, în 1910 a fost înființată prima corporație care planta și vindea livezi prestabilite. Deși livezile de mere au precedat livezile de cireși, până în 1913 s-a raportat că cireșele depășiseră merele.

### Povârnișul

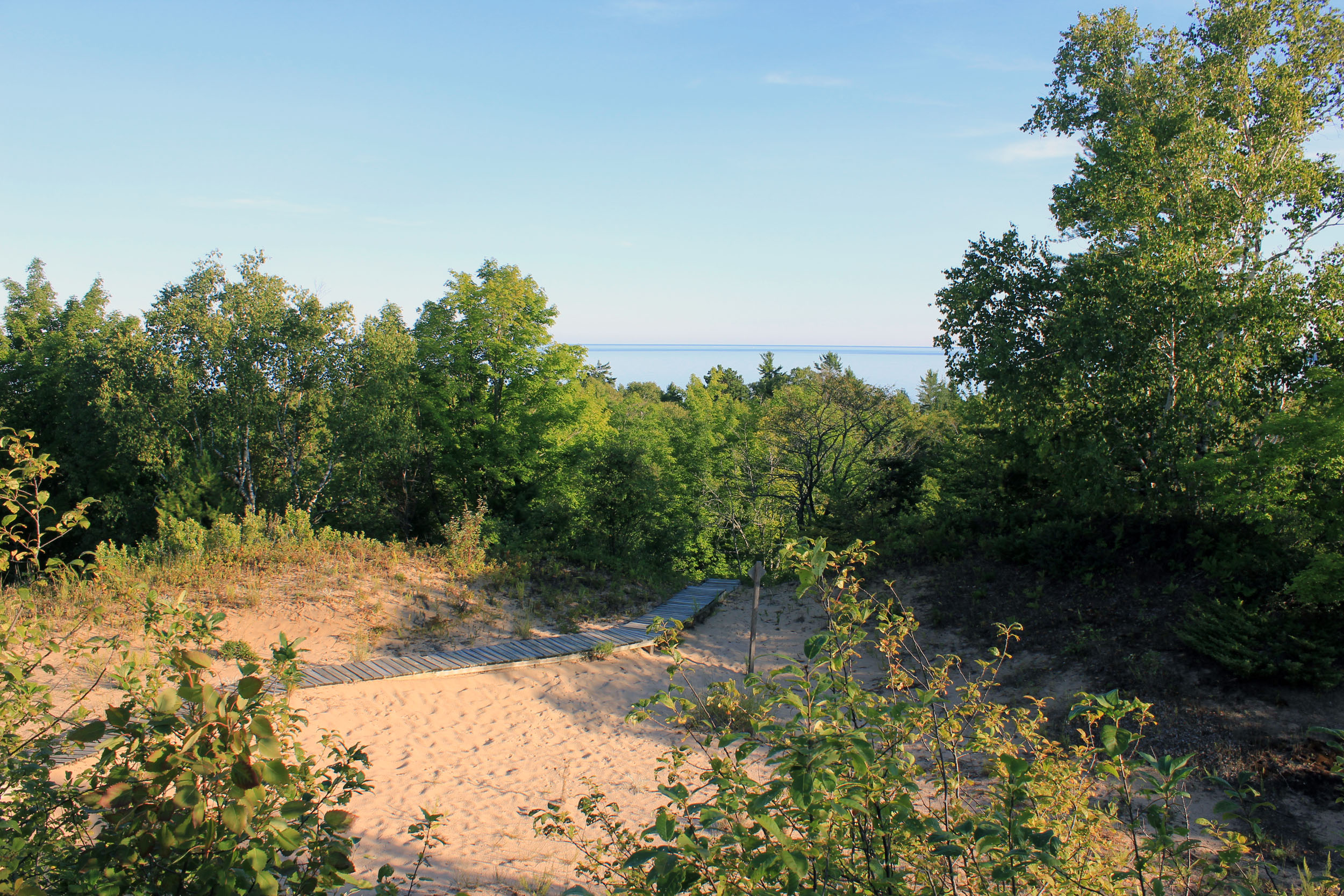
Priveliște din vârful Old Baldy în august

### Soluri și culturi

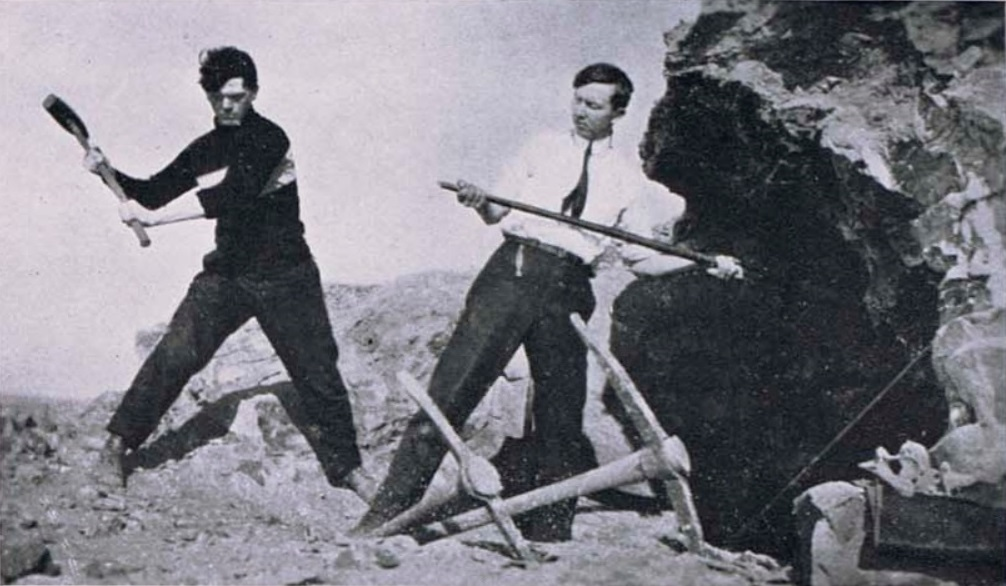
Domnul John Backey (dreapta), profesor de pregătire manuală la Sturgeon Bay High School (liceul din Sturgeon Bay), demonstrează utilizarea daltei în anul școlar 1915–1916.

## Atracții

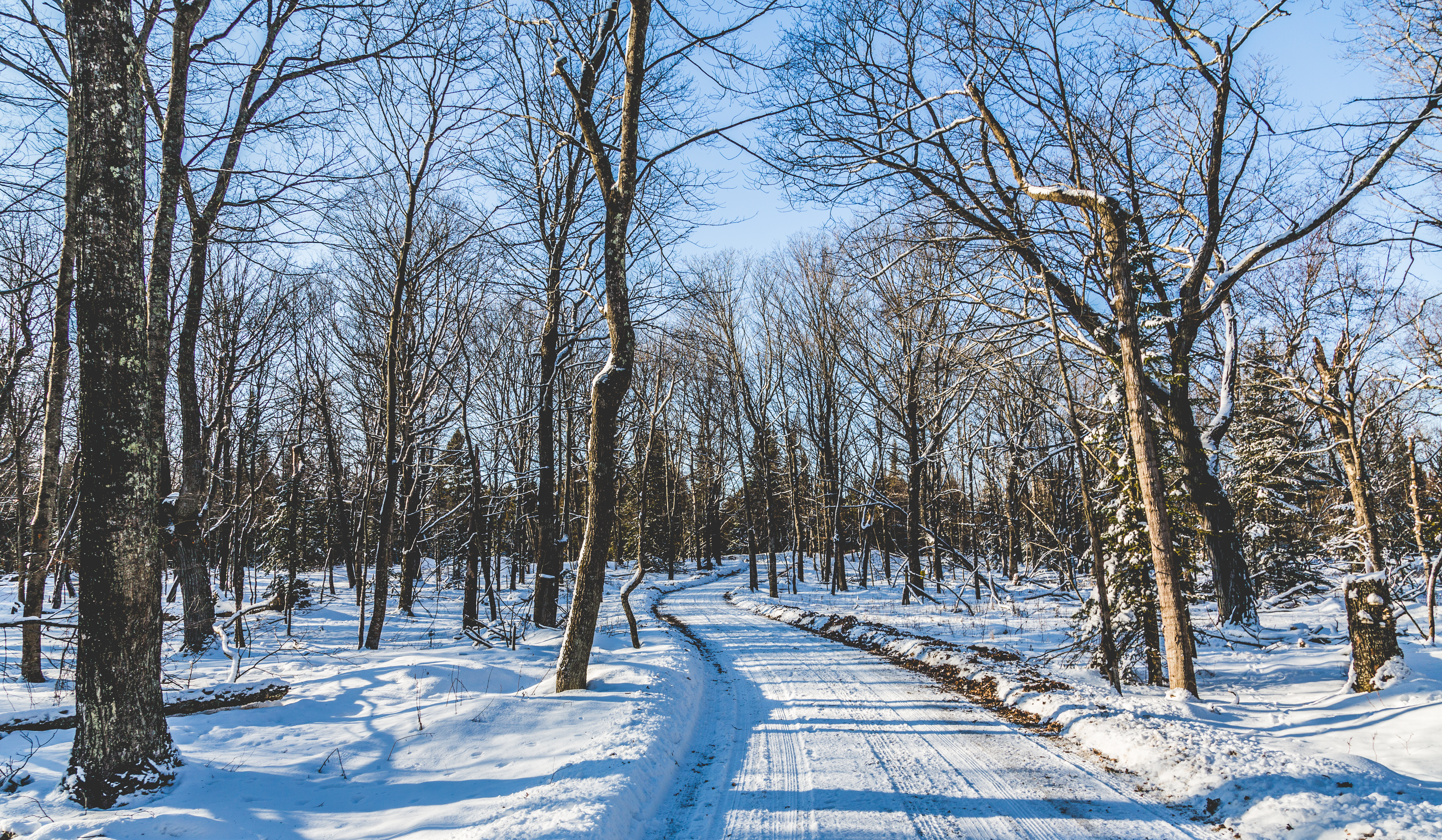
Drum în complexul de zone umede Shivering Sands, 1 ianuarie

### Terenuri de agrement

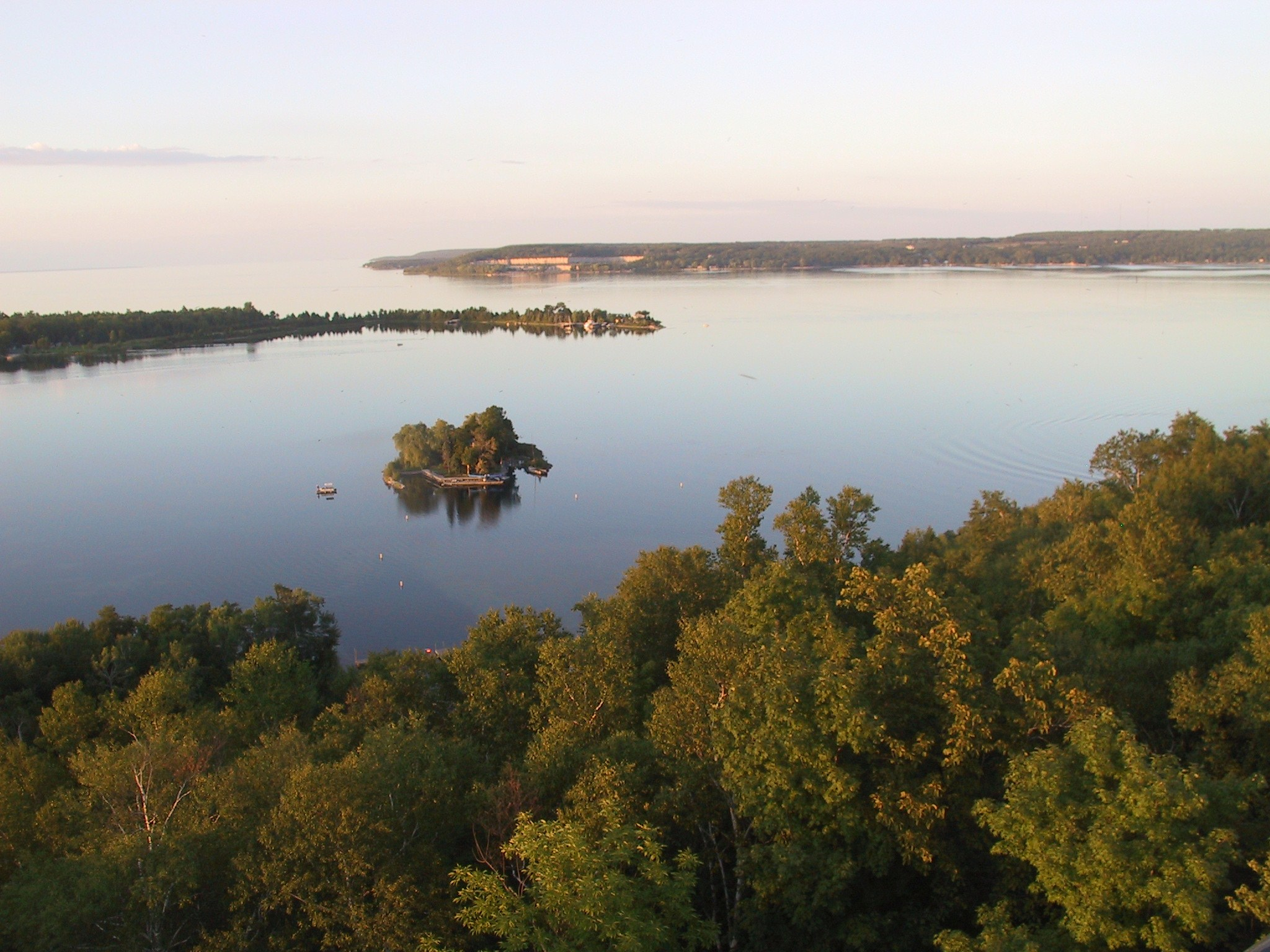
Vedere în august de la turnul de observație închis în prezent la Parcul de Stat Potawatomi. Insula mică este insula Heaven On Earth, fostă Insula Bug. În partea stângă este Cabot Point, parte a zonei Idlewild, iar în partea dreaptă este malul nord-vestic al Sturgeon Bay, care prezintă tăierea stâncii din vechea carieră de piatră, cândva cea mai mare din stat. Insula Green apare ca o linie foarte slabă de-a lungul orizontului.

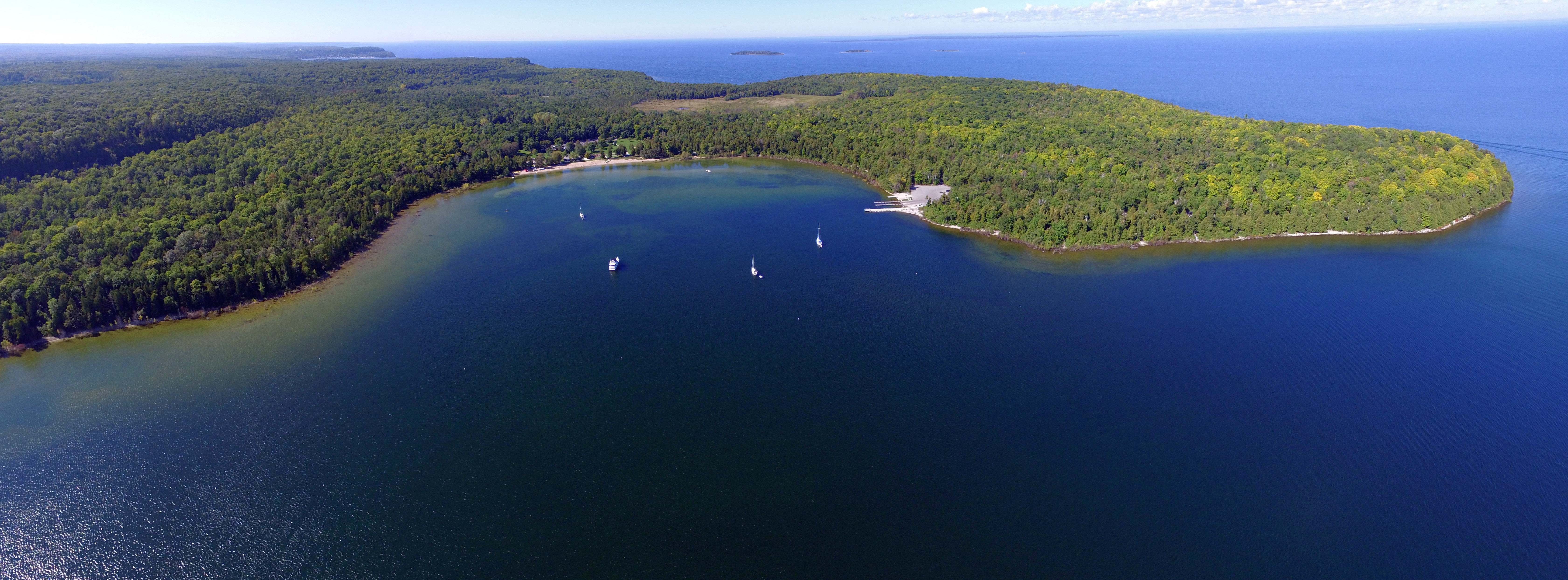
Golful Nicolet din Parcul de Stat al Peninsulei, plaja Nicolet în centru. Deoarece poza a fost făcută la mijlocul lunii septembrie, plaja este în cea mai mare parte goală.

#### Plimbare cu barca

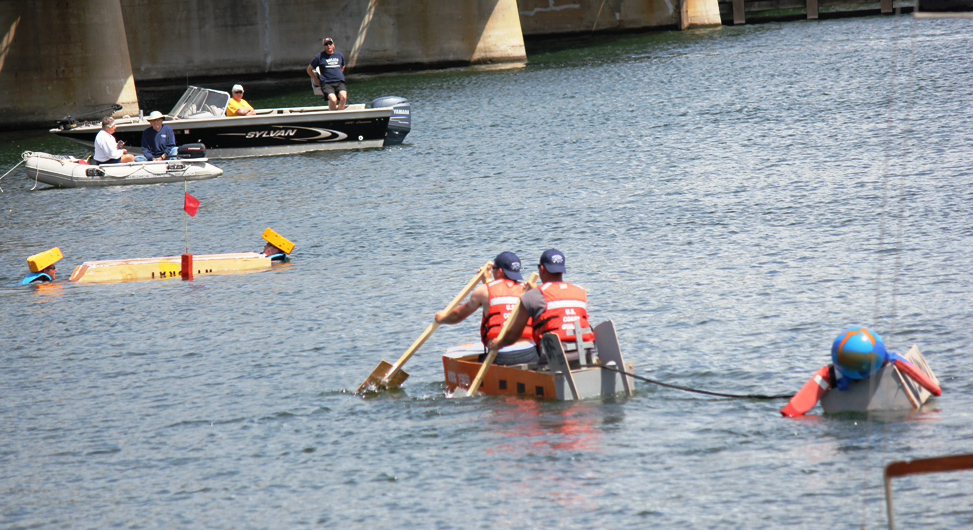
Barca din stânga s-a răsturnat în timpul concursului de bărci din lemn din anul 2013. Participanții pot doar să înoate în jurul geamandurii.